# Ruellia novogaliciana
Ruellia novogaliciana är en akantusväxtart som beskrevs av T.F. Daniel. Ruellia novogaliciana ingår i släktet Ruellia och familjen akantusväxter. Inga underarter finns listade i Catalogue of Life.